# Night of Champions (2009)
Night of Champions (2009) — третье по счёту шоу Night of Champions, PPV-шоу производства американского рестлинг-промоушна World Wrestling Entertainment (WWE). Шоу прошло 26 июля 2009 года на арене «Ваковия-центр» в Филадельфии, Пенсильвания, США.
Концепция шоу заключалась проведении поединков за все чемпионские титулы. В шоу принимали участие рестлеры со всех трех брендов: Raw, SmackDown! и ECW.
Во время шоу состоялось восемь матчей, причём сразу несколько из них позиционировались как основные. В одном из них Джефф Харди одержал победу на СМ Панком за титул чемпиона мира в тяжёлом весе, в другом Рэнди Ортон удержал титул чемпиона WWE в матче против Triple H и Джона Сины, Микки Джеймс победила Марис в бою за титул чемпиона див WWE, а интерконтинентальный чемпион Рей Мистерио сохрани свой титул в поединке против Дольфа Зигглера. В других матчах вечера Крис Джерико и Биг Шоу удержали титул объединённого командного чемпиона WWE против Наследия, Кристиан оказался сильнее Томми Дримера в матче за титул чемпиона ECW, Кофи Кингстон удержал титул чемпиона Соединённых Штатов WWE в бою против Монтела Вонтевиуса Портера, Миза, Карлито, Примо и Джека Сваггера, а Мишель Маккул победила женского чемпиона WWE Мелину.
Количество заказов шоу составило 267 000.

## Результаты
| #                                | Поединки                                                                                   | Условия                                                       | Время |
| -------------------------------- | ------------------------------------------------------------------------------------------ | ------------------------------------------------------------- | ----- |
| Dark                             | Крайм тайм (Шад Гаспард и JTG) победили Династию Харт (Тайсон Кидд и Девид Харт Смит)      | Командный поединок                                            | 05:13 |
| 1                                | Крис Джерико и Биг Шоу (c) победили Наследие (Коди Роудс и Тед Дибиаси)                    | Командный поединок за титул абсолютных командных чемпионов    | 09:32 |
| 2                                | Кристиан победил Томми Дримера (c)                                                         | Поединок за титул чемпиона ECW                                | 08:31 |
| 3                                | Кофи Кингстон (c) победил Монтел Вонтевиуса Портера, Миза, Карлито, Джэка Сваггера и Примо | Поединок 6 рестлеров за титул чемпиона Соединённых Штатов WWE | 08:28 |
| 4                                | Мишель Маккул (c) победила Мелину                                                          | Поединок за титул женского чемпиона WWE                       | 06:12 |
| 5                                | Рэнди Ортон (c) победил Triple H и Джона Сину                                              | Поединок «тройная угроза» за титул чемпиона WWE               | 21:19 |
| 6                                | Микки Джеймс победила Марис (c)                                                            | Поединок за титул чемпионки див WWE                           | 08:36 |
| 7                                | Рей Мистерио (c) победил Дольфа Зигглера (с Марией)                                        | Поединок за титул интерконтинентального чемпиона              | 14:20 |
| 8                                | Джефф Харди победил СМ Панка (c)                                                           | Поединок за титул чемпиона мира в тяжелом весе                | 14:56 |
| (c) - чемпион на момент поединка |                                                                                            |                                                               |       |